# Караган (приток Нени)
Караган — река в России, протекает по Солтонскому району Алтайского края. Устье реки находится в 78 км от устья Нени по правому берегу. Длина реки составляет 28 км, площадь водосборного бассейна — 108 км².

## Данные водного реестра
По данным государственного водного реестра России относится к Верхнеобскому бассейновому округу, водохозяйственный участок реки — Бия, речной подбассейн реки — Бия и Катунь. Речной бассейн реки — (Верхняя) Обь до впадения Иртыша.